# Ocean Racing Technology
Ocean Racing Technology è una scuderia automobilistica portoghese, che compete nella GP2 e nella GP3 Series.
Nato in Spagna nel 2002 come BCN Competición, il team è stato rinominato quando Tiago Monteiro ha acquistato la squadra nel novembre 2008.

## Storia

### BCN Competición
Il team è stato creato nel 2002, e la stagione di debutto è stata nella Formula Nissan 2000, con i piloti Andrea Belicchi e Carlos Martin. Nel 2003 e nel 2004 la squadra ha militato nell'International Formula 3000, cogliendo i migliori risultati nel secondo anno, quando ha schierato Enrico Toccacelo accanto all'argentino Esteban Guerrieri e ha ottenuto il 2º posto nel campionato riservato ai team.
Nel 2005-06, il team è stato coinvolto nella A1 Grand Prix, con la gestione della vettura del Sudafrica, passata dall'anno dopo alla DAMS.
Nel 2005, il team è passato alla nuova categoria della GP2 Series ingaggiando il pilota venezuelano Ernesto Viso e il giapponese Hiroki Yoshimoto; il team ha concluso l'anno con 35 punti e il 9º posto nel campionato scuderie.

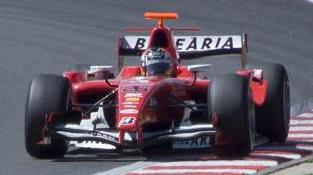
Vallés nel 2008 a Magny-Cours

Nel 2006, il team si è confermato come team di metà schieramento, segnando punti occasionalmente. Yoshimoto ha continuato con la squadra, inizialmente con Timo Glock, che però non trovandosi a proprio agio a metà stagione si è trasferito alla iSport International, e poi Luca Filippi. La squadra ha di nuovo terminato la stagione in 9ª posizione, con 22 punti.
Per il 2007, BCN ha assunto due asiatici, Ho-Pin Tung e Sakon Yamamoto, poi sostituito dal finlandese Markus Niemelä quando il giapponese ritorna in Formula 1 con la Spyker. Alla fine dell'anno vengono totalizzati solo 4 punti, con il 13º e ultimo posto in classifica.
Nel periodo invernale del 2008 la squadra partecipa alla stagione inaugurale della GP2 Asia Series con Miloš Pavlović e Jason Tahinci; la stagione della serie principale, caratterizzata da problemi finanziari, termina con un quarto posto per Adrián Vallés a Monaco come unico risultato a punti, che vale il 12º posto tra le scuderie.

### Ocean Racing Technology

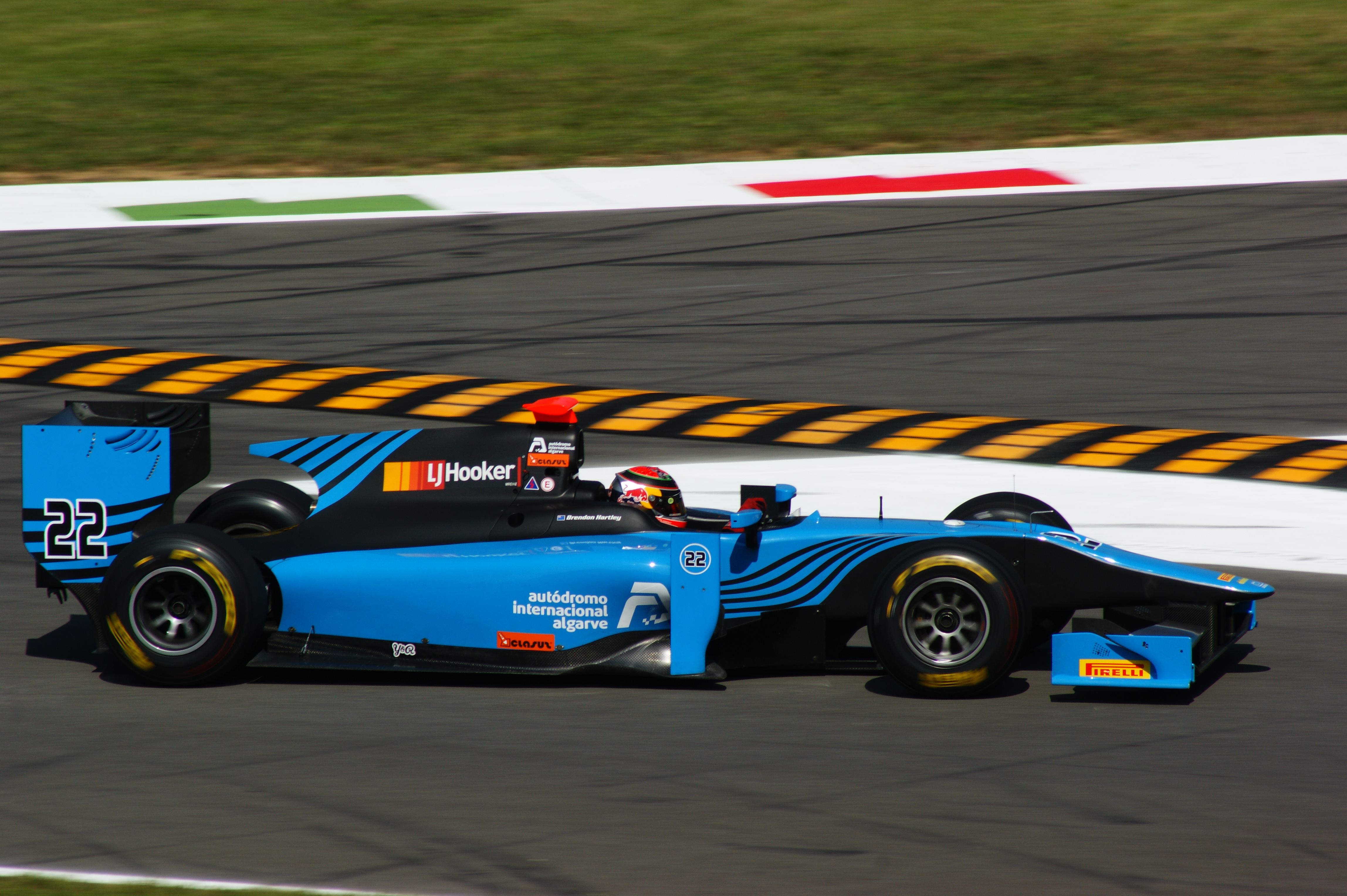
Hartley nel 2011 a Monza

La BCN Competición è stata acquistata dal portoghese Tiago Monteiro e da José Guedes nel novembre 2008, che ne hanno spostano la sede nell'Algarve e l'hanno rinominata Ocean Racing Technology. Il passaggio è avvenuto mentre era in corso la stagione 2008-2009 della GP2 Asia.
Nel 2009 i piloti sono Karun Chandhok e Álvaro Parente, con quest'ultimo che vince una gara in Belgio; nella classifica dei team il risultato finale è il 9º posto.
Per il 2010 vengono schierati Max Chilton e Fabio Leimer, che avevano corso con la squadra anche nella GP2 Asia; la stagione termina con il 12º e ultimo posto nella classifica dei team, con una vittoria di Leimer in Spagna.
Nel 2011 Oliver Turvey e Andrea Caldarelli corrono nella GP2 Asia, mentre per la serie principale i piloti sono Johnny Cecotto Jr. e Kevin Mirocha, sostituito nel finale di stagione da Brendon Hartley, che fa segnare gli unici punti per la squadra, classificata in 13ª e ultima piazza.
Nel 2012 si iscrive anche alla GP3 Series, sostituendo la Tech 1 Racing.

## Risultati

### International Formula 3000
| Risultati della International Formula 3000 | Risultati della International Formula 3000 | Risultati della International Formula 3000 | Risultati della International Formula 3000 | Risultati della International Formula 3000 | Risultati della International Formula 3000 | Risultati della International Formula 3000 | Risultati della International Formula 3000 | Risultati della International Formula 3000 |
| Anno                                       | Vettura                                    | Piloti                                     | Vittorie                                   | Poles                                      | Giri veloci                                | Punti                                      | D.C.                                       | T.C.                                       |
| ------------------------------------------ | ------------------------------------------ | ------------------------------------------ | ------------------------------------------ | ------------------------------------------ | ------------------------------------------ | ------------------------------------------ | ------------------------------------------ | ------------------------------------------ |
| 2003                                       | Lola B02/50-Zytek Judd KV                  | Rob Nguyen                                 | 0                                          | 0                                          | 0                                          | 5                                          | 15°                                        | 9°                                         |
| 2003                                       | Lola B02/50-Zytek Judd KV                  | Valerio Scassellati                        | 0                                          | 0                                          | 0                                          | 0                                          | NC                                         | 9°                                         |
| 2003                                       | Lola B02/50-Zytek Judd KV                  | Alessandro Piccolo                         | 0                                          | 0                                          | 0                                          | 0                                          | NC                                         | 9°                                         |
| 2003                                       | Lola B02/50-Zytek Judd KV                  | Will Langhorne                             | 0                                          | 0                                          | 0                                          | 0                                          | NC                                         | 9°                                         |
| 2003                                       | Lola B02/50-Zytek Judd KV                  | Marc Hynes                                 | 0                                          | 0                                          | 0                                          | 0                                          | NC                                         | 9°                                         |
| 2003                                       | Lola B02/50-Zytek Judd KV                  | Giovanni Berton                            | 0                                          | 0                                          | 0                                          | 0                                          | NC                                         | 9°                                         |
| 2003                                       | Lola B02/50-Zytek Judd KV                  | Ferdinando Monfardini                      | 0                                          | 0                                          | 0                                          | 0                                          | NC                                         | 9°                                         |
| 2004                                       | Lola B2/50-Zytek                           | Enrico Toccacelo                           | 1                                          | 1                                          | 0                                          | 56                                         | 2°                                         | 2°                                         |
| 2004                                       | Lola B2/50-Zytek                           | Esteban Guerrieri                          | 0                                          | 0                                          | 0                                          | 28                                         | 6°                                         | 2°                                         |

### GP2 Series
| Risultati GP2 Series | Risultati GP2 Series | Risultati GP2 Series | Risultati GP2 Series | Risultati GP2 Series | Risultati GP2 Series | Risultati GP2 Series | Risultati GP2 Series | Risultati GP2 Series |
| Stagione             | Vettura              | Piloti               | Vittorie             | Pole                 | GPV                  | Punti                | D.C.                 | T.C.                 |
| -------------------- | -------------------- | -------------------- | -------------------- | -------------------- | -------------------- | -------------------- | -------------------- | -------------------- |
| 2005                 | Dallara-Mecachrome   | Ernesto Viso         | 0                    | 0                    | 1                    | 21                   | 12°                  | 9°                   |
| 2005                 | Dallara-Mecachrome   | Hiroki Yoshimoto     | 0                    | 0                    | 1                    | 24                   | 16°                  | 9°                   |
| 2006                 | Dallara-Mecachrome   | Timo Glock           | 0                    | 0                    | 0                    | 5                    | 4° †                 | 9°                   |
| 2006                 | Dallara-Mecachrome   | Hiroki Yoshimoto     | 0                    | 0                    | 0                    | 12                   | 15°                  | 9°                   |
| 2006                 | Dallara-Mecachrome   | Luca Filippi         | 0                    | 0                    | 0                    | 7                    | 19t°                 | 9°                   |
| 2007                 | Dallara-Mecachrome   | Ho-Pin Tung          | 0                    | 0                    | 0                    | 4                    | 23°                  | 13°                  |
| 2007                 | Dallara-Mecachrome   | Sakon Yamamoto       | 0                    | 0                    | 0                    | 0                    | 30°                  | 13°                  |
| 2007                 | Dallara-Mecachrome   | Markus Niemelä       | 0                    | 0                    | 0                    | 0                    | 31°                  | 13°                  |
| 2007                 | Dallara-Mecachrome   | Henri Karjalainen    | 0                    | 0                    | 0                    | 0                    | NC                   | 13°                  |
| 2008                 | Dallara-Mecachrome   | Paolo Maria Nocera   | 0                    | 0                    | 0                    | 0                    | 34°                  | 12°                  |
| 2008                 | Dallara-Mecachrome   | Adrián Vallés†       | 0                    | 0                    | 0                    | 5                    | 21°                  | 12°                  |
| 2008                 | Dallara-Mecachrome   | Miloš Pavlović       | 0                    | 0                    | 0                    | 0                    | 32°                  | 12°                  |
| 2008                 | Dallara-Mecachrome   | Carlos Iaconelli     | 0                    | 0                    | 0                    | 0                    | 29°                  | 12°                  |
| 2009                 | Dallara-Mecachrome   | Karun Chandhok       | 0                    | 0                    | 0                    | 10                   | 18°                  | 9°                   |
| 2009                 | Dallara-Mecachrome   | Álvaro Parente       | 1                    | 1                    | 1                    | 30                   | 8°                   | 9°                   |
| 2010                 | Dallara-Mecachrome   | Fabio Leimer         | 1                    | 0                    | 1                    | 8                    | 19°                  | 12°                  |
| 2010                 | Dallara-Mecachrome   | Max Chilton          | 0                    | 0                    | 0                    | 3                    | 24°                  | 12°                  |
| 2011                 | Dallara-Mecachrome   | Kevin Mirocha        | 0                    | 0                    | 0                    | 0                    | 22°                  | 13°                  |
| 2011                 | Dallara-Mecachrome   | Brendon Hartley      | 0                    | 0                    | 0                    | 4                    | 19°                  | 13°                  |
| 2011                 | Dallara-Mecachrome   | Johnny Cecotto Jr.   | 0                    | 0                    | 0                    | 0                    | 24°                  | 13°                  |
| 2012                 | Dallara-Mecachrome   | Jon Lancaster        | 0                    | 0                    | 0                    | 0                    | 34°                  | 11°                  |
| 2012                 | Dallara-Mecachrome   | Brendon Hartley      | 0                    | 0                    | 0                    | 1                    | 25°                  | 11°                  |
| 2012                 | Dallara-Mecachrome   | Victor Guerin        | 0                    | 0                    | 0                    | 0                    | 30°                  | 11°                  |
| 2012                 | Dallara-Mecachrome   | Nigel Melker         | 0                    | 0                    | 0                    | 25                   | 19°                  | 11°                  |

### GP2 Asia Series
- † Questi piloti hanno corso per diversi team durante la stagione, la posizione finale li comprende tutti.
- D.C. = Posizione nel campionato piloti, T.C. = Posizione nel campionato team.